# Benjamin Ball
Benjamin Ball (Nápoles, 20 de abril de 1833-París, 27 de febrero de 1893) fue un psiquiatra francés de origen inglés, primer profesor de Psiquiatría de la Facultad de medicina de París.

## Biografía
Benjamin Ball nació en Nápoles cuando era todavía capital del Reino de las Dos Sicilias de padre inglés y madre suiza. Se naturalizó como francés en 1844. Hizo toda su carrera en Francia. 
Estudió Medicina en París donde fue alumno de Jacques-Joseph Moreau de Tours y Jean-Martin Charcot. Después de haber sido nombrado Doctor en Medicina en 1866,  fue asistente del profesor Lasègue. 
In 1875, gracias al apoyo de Charcot y Lasègue, obtuvo en detrimento de su rival, Valentin Magnan, la primera cátedra oficial de "Patología mental y enfermedades del encéfalo" en el Asilo de Santa Ana, iniciándose así la enseñanza universitaria de la psiquiatría en Francia. 
En 1881, Benjamin Ball creó con Jules Bernard Luys el periódico L'Encéphale (El Encéfalo), dedicado a la publicación de trabajos francófonos y en neurología experimental y clínica.
Publicó numerosas é importantes obras, entre las que merecen mencionarse: La locura erótica (La Folie érotique), Del delirio de persecuciones ( Du délire des persécutions),  Lecciones sobre las enfermedades mentales (Leçons sur les maladies mentales). Fue uno de los primeros en señalar los peligros de la cocaína que se utilizaba ampliamente como fármaco durante el siglo XIX.

## Principales obras
- Des Embolies pulmonaires (Paris 1862)[1]
- Du rhumatisme viscéral  (tesis) (Paris 1866)[2]
- La médecine mentale à travers les siècles (Paris 1879)
- La morphinomanie (Paris 1885; 2nd. edition Paris 1888)
- La folie érotique (Paris 1888)
- Du délire des persécutions, ou Maladie de Lasègue (Paris 1890)
- Leçons sur les maladies mentales (Paris 1890)